# Лейха, Джесси Джеймс
Джесси Джеймс Лейха (англ. Jesse James Leija; 8 июля 1966, Сан-Антонио, Техас, США) — американский боксёр-профессионал, выступавший в полулёгкой, 2-й полулёгкой, лёгкой, 1-й полусредней и полусредней  весовых категорих. Чемпион мира в 1-й полулёгкой (версия WBC, 1994) весовой категории.

## 1988—2002
Дебютировал в октябре 1988 года. В сентябре 1993 года Лейха свёл вничью бой против чемпиона мира во 2-м полулёгком весе по версии WBC Азуму Нельсона. В мае 1994 во 2-м бою Лейха победил по очкам Азуму Нельсона. В сентябре 1994 года он уступил по очкам Габриэлю Руэласу.
В декабре 1995 года Лейха проиграл нокаутом во 2-м раунде Оскару Де Ла Хойе.
В июне 1996 года он проиграл в 6-м раунде нокаутом в 3-м бою Азуме Нельсону.
В июле 1998 года Лейха в 4-м бою победил по очкам Азуму Нельсона. В ноябре 1998 года он в 9-м раунде проиграл нокаутом Шейну Мосли.

## 2003-01-19Константин Цзю —Джесси Джеймс Лейха
- Место проведения:  Телстра Супердоум, Мельбурн, Виктория, Австралия
- Результат: Победа Цзю техническим нокаутом в 6-м раунде в 12-раундовом бою
- Статус: Чемпионский бой за титул WBC в 1-м полусреднем весе (7-я защита Цзю); чемпионский бой за титул WBA в 1-м полусреднем весе (4-я защита Цзю); чемпионский бой за титул IBF в 1-м полусреднем весе (2-я защита Цзю)
- Рефери: Малькольм Булнер
- Счет судей: Стэнли Кристодулу (59—55), Ноппхарат Сричароен (58—56), Аника Уильямс (60—54) — все в пользу Цзю
- Время: 3:00
- Вес: Цзю 63,50 кг; Лейха 63,05 кг
- Трансляция: Showtime

В январе 2003 Лейха вышел на ринг против абсолютного чемпиона в 1-м полусреднем весе Константина Цзю. Цзю доминировал в поединике. В перерыве между 6-м и 7-м раундами угол Лейхи отказался продолжать бой из-за подозрения на разрыв барабанной перепонки у своего бойца.

## 2005-01-29Артуро Гатти —Джесси Джеймс Лейха
- Место проведения:  Боардуолк Холл, Атлантик-Сити, Нью-Джерси, США
- Результат: Победа Гатти нокаутом в 5-м раунде в 12-раундовом бою
- Статус:  Чемпионский бой за титул WBC в 1-м полусреднем весе (2-я защита Гатти)
- Рефери: Эрл Браун
- Время: 1:48
- Вес: Гатти 63,50 кг; Лейха 63,50 кг
- Трансляция: HBO
- Счёт неофициального судьи: Харольд Ледерман (40—36 Гатти)

В январе 2005 года Джесси Джеймс Лейха встретился с чемпионом мира в 1-м полусреднем весе по версии WBC Артуро Гатти. В начале 5-го раунда Гатти длинным правым кроссом попал в челюсть противника, и тот упал на канвас. Лейха поднялся на счёт 10. После возобновления боя Гатти обрушил град ударов на претендента. Лейха не отвечал. Он пытался клинчевать, но это у него не получалось. В середине 5-го раунда Гатти правым хуком в голову отправил претендента на канвас. Лейха сел на колено, но подняться на счёт 10 не успел. Рефери зафиксировал нокаут. После этого боя Лейха ушёл из бокса.